# مركز الديمقراطية والتنمية
مركز الديمقراطية والتنمية (بالإنجليزية: Centre for Democracy and Development) هي منظمة غير حكومية تهدف إلى تعزيز قيم الديمقراطية والسلام وحقوق الإنسان في أفريقيا، وخاصة في المنطقة الفرعية في غرب أفريقيا.

## معلومات تاريخية
تأسس مركز الديمقراطية والتنمية عام 1997 بلندن عندما كانت نيجيريا تحت الحكم العسكري. وكان نشاطه الأول تنظيم مناقشات المائدة المستديرة حول مستقبل الديمقراطية في نيجيريا.
وكان بيكو أجوزينو، وهو أخصائي نيجيري في علم الإجرام مشهور بكتبه التي تبحث في استكشاف أثر الاستعمار على الطريقة التي تعاملت بها نظم عدالة الأقليات العرقية والإثنية في جميع أنحاء العالم، أحد الأعضاء المؤسسين للمركز.
وأصبح المركز موردًا للمنح الدراسية الموجهة نحو السياسة والمتعلقة بموضوعات مثل إدخال وتحسين العمليات الديمقراطية، وتحسين الإدارة الاقتصادية، والسلامة والتنمية في جميع أنحاء إفريقيا.

## جدول العمل
يقول الموقع الرسمي للمركز إنه يرغب في أن «يكون بمثابة المحفز النهائي في تحول شبه قارة غرب إفريقيا إلى مجتمع متكامل، نابض بالحياة اقتصاديًا ومحكوم ديمقراطيًا، بحيث يضمن الأمن الشامل للسكان، ويكون قادرًا على إدارة الصراع الدائم سلميًا». وتتمثل مهمة مركز الديمقراطية والتنمية في وصفه بأنه «المحفز الرئيسي والميسر للتحليل الإستراتيجي وبناء القدرات من أجل الديمقراطية والتنمية المستدامة في غرب إفريقيا.»

## نشاطات المركز
يمتلك مركز الديمقراطية والتنمية مكاتب في لاغوس وأبوجا في نيجيريا، فضلاً عن مكتب دولي في لندن.
ويجري المركز أبحاثًا حول الديمقراطية والحكم الرشيد، كما يقوم أيضًا بتدريب الجماعات والأفراد الذين يروجون للديمقراطية والتنمية في المنطقة.
وبالتعاون مع كيتو تشا كتيبة (مركز شرق إفريقيا للتنمية الدستورية) أدار مركز الديمقراطية والتنمية مشروع بناء القدرات الذي مولته مؤسسة فورد.
ويرعى المشروع محاميات شرق إفريقيا لبرامج الماجستير، وخاصة أولئك الذين يرغبون في استخدام القانون كأداة للتغيير الاجتماعي.